# Giżycko
Giżycko é um município da Polônia, na voivodia da Vármia-Masúria e no condado de Giżycko. Estende-se por uma área de 13,72 km², com 29 642 habitantes, segundo os censos de 2016, com uma densidade de 2160 hab/km².